# مايك ريتشاردسون (كاتب)
مايك ريتشاردسون (بالإنجليزية: Mike Richardson)‏ هو منتج أفلام وكاتب أمريكي، ولد في 29 يونيو 1950 في ميلواوكي في الولايات المتحدة.

## وصلات خارجية
- مايك ريتشاردسون على موقع IMDb (الإنجليزية)
- مايك ريتشاردسون على موقع الموسوعة البريطانية (الإنجليزية)
- مايك ريتشاردسون على موقع ألو سيني (الفرنسية)
- مايك ريتشاردسون على موقع ميوزك برينز (الإنجليزية)
- مايك ريتشاردسون على موقع أول موفي (الإنجليزية)
- مايك ريتشاردسون على موقع قاعدة بيانات الأفلام السويدية (السويدية)
- مايك ريتشاردسون على موقع قاعدة بيانات الفيلم (الإنجليزية)
- مايك ريتشاردسون على موقع كينوبويسك (الروسية)